# Rudá
Rudá é o deus do amor na mitologia tupi-guarani.
Anjo Cupido responsável por flechar e amolecer o coração duro das indígenas e dos indígenas guerreiros e prepará-los para o amor. É equivalente ao deus Eros da mitologia grega e ao Cupido da mitologia romana. Segundo a espiritualidade indígena, ele vive nas nuvens e sua função é despertar o amor. Os indígenas cantam canções para o deus, em busca de esposos. É uma das três grandes divindades tupis, junto com Guaraci  e Jaci. Rudá é responsável pela Lua cheia (Cairê) e pela Lua nova (Catiti).
O personagem Macunaíma, do romance homônimo de Mário de Andrade, cita Rudá em uma passagem do livro:
| “ | Rudá, Rudá!... Tu que secas as chuvas, Faz com que os ventos do oceano Desembestem por minha terra Pra que as nuvens vão-se embora E a minha marvada brilhe Limpinha e firme no céu!. . . Faz com que amansem Todas as águas dos rios Pra que eu me banhando neles Possa brincar com a marvada Refletida no espelho das águas!... (...) Rudá! Rudá! Tu que estás no céu E mandas nas chuvas. Rudá! faz com que minha amada Por mais companheiros que arranje Ache que todos são frouxos! Assopra nessa marvada Sodades do seu marvado! Faz com que ela se lembre de mim amanhã Quando a Sol for-se embora no poente !... | ” |